# Électro-industriel
Genres dérivés
Dark electro, aggrotech
Genres associés
Power noise
L'électro-industriel est un genre musical inspiré de l'EBM et de la musique post-industrielle, développé au milieu des années 1980. Tandis que l'EBM se définit par une structure minimale et une production claire, l'électro-industriel, en revanche, se définit par une sonorité complexe. Le style est mené par Skinny Puppy, Front Line Assembly, et d'autres groupes, originaires du Canada ou du Benelux. Au début des années 1990, le style développe le genre dark electro et, au milieu ou fin des années 1990, son genre dérivé l'aggrotech. Les fans du style sont habituellement associés au mouvement rivethead.

## Caractéristiques
La scène EBM s'efface peu à peu au début des années 1990, et l'electro-industriel se popularise dans la scène internationale. À l'opposé du style EBM, les groupes électro-industriel font usage d'un rythme plus agressif et de voix numériques et distordues. Contrairement au rock industriel, les groupes électro-industriel évitent fréquemment l'usage de guitares, sauf Skinny Puppy qui en fait usage depuis le milieu des années 1980 dans des chansons comme Testure ou Dig It. Les groupes du genre reprennent les thèmes du contrôle, de la dystopie, et de la science-fiction. Ils s'inspirent également de l'esthétique des films d'horreur comme L'Exorciste et des œuvres de Roman Polanski.
L'électro-industriel est anticipé par des groupes des années 1980 comme SPK,, Die Form, Borghesia, Klinik, Skinny Puppy, et Front Line Assembly,. Des groupes importants d'électro-industriel des années 1990 incluent Mentallo and the Fixer, Yeht Mae, Velvet Acid Christ, et Pulse Legion ; Numb et Decoded Feedback (Canada) ; X Marks the Pedwalk, Plastic Noise Experience, :wumpscut,,, Haujobb, Forma Tadre, et Putrefy Factor 7 (Allemagne) ; Leæther Strip (Danemark), et Hocico, Cenobita et Amduscia à leurs débuts.
Depuis le milieu des années 1990, certains groupes d'électro-industriel ajoutent des morceaux de guitares et sont même associés au metal industriel ; d'autres groupes, comme Skinny Puppy, Download, Gridlock et Haujobb, utilisent des éléments de musiques électroniques expérimentales incluant drum and bass, IDM, glitch et autres genres axés electronica.

## Influences
Skinny Puppy s'inspire de Nocturnal Emissions, Portion Control, et The Legendary Pink Dots,. Le critique musical Jason Ankeny note également l'inspiration de Skinny Puppy auprès de Suicide, Throbbing Gristle, et Cabaret Voltaire.

## Genres dérivés

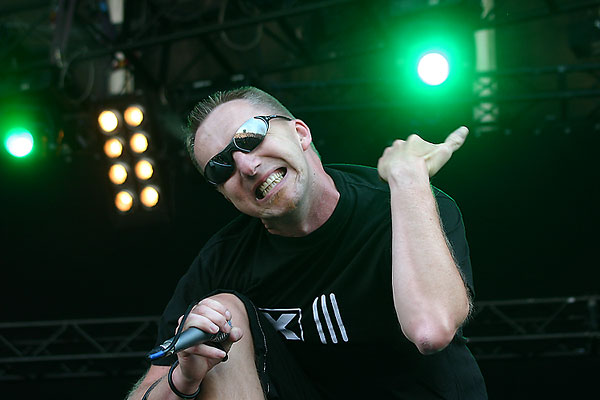
Johan van Roy, chanteur de Suicide Commando.

### Dark electro
Le dark electro est un style similaire, développé au début des années 1990 en Europe centrale. Le terme, qui décrit des groupes comme yelworC (en) et Placebo Effect, est pour la première fois utilisé en décembre 1992 lors d'une publicité pour l'album Brainstorming de yelworC. Le style s'inspire des chansons de The Klinik et Skinny Puppy. La composition se base sur des échantillons sonores de films d'horreur, de grunts ou voix distordues. yelworC est un groupe originaire de Munich, en Allemagne, formé en 1988. Ils mènent le mouvement dark electro au début des années 1990, et deviennent le premier groupe du label Celtic Circle Productions. Dans les années qui se succèdent, le dark electro est remplacé par des styles orientés techno comme l'aggrotech et la futurepop. D'autres groupes à jouer ce style incluent amGod, Trial, Evil's Toy à ses débuts, Mortal Constraint, Arcana Obscura, Splatter Squall, Seven Trees, Tri-State, GGFH (Disease), Opium Rebirth, Chemical Sweet Kid et Ice Ages.

### Aggrotech
L'aggrotech (également connu sous le nom de hellektro) est une forme dérivée de l'électro-industriel, principalement influencé par du techno hardcore (grosse caisse de type techno et morceaux de synthétiseurs de type supersaw produits par le Roland JP-8000), ayant émergé à la fin des années 1990.
L'aggrotech utilise typiquement des grosses caisses agressives, des lignes de synthétiseurs, et des paroles sombres. Souvent, les voix sont distordues et hautes. Les musiciens aggrotech incluent Aesthetic Perfection, Agonoize, Suicide Commando, Alien Vampires, Amduscia, Andro Dioxin, C-Drone-Defect, Cenobita, Chamaeleon,  Combichrist, Cynical Existence, Cygnosic,   Dawn of Ashes, Detroit Diesel, Dulce Liquido, DYM, Feindflug, Flesh Field, Freakangel, Funker Vogt, God Module, Grendel, Hocico, Nachtmahr, Nano Infect, Neikka Rpm, Panic Lift, Psyclon Nine, Reaper, Tactical Sekt, Tamtrum, The Retrosic, Ritual Aesthetic, Synthattack, Terrolokaust, Unter Null, Virtual Embrace, xmh, X-Rx, X-Fusion, Zombie Girl.
Les fans du style sont habituellement associés au cybergoth, branche de la culture gothique.